# Campeonato Europeu de Voleibol Feminino de 1949
O Campeonato Europeu de Voleibol Feminino de 1949 foi a 1ª edição deste torneio bianual que reúne as principais seleções europeias de voleibol feminino. A Confederação Europeia de Voleibol (CEV) organizou o campeonato. O torneio foi disputado na Tchecoslováquia.

## Classificão Final
| Place | Team            |
| ----- | --------------- |
| 1     | União Soviética |
| 2     | Checoslováquia  |
| 3     | Polônia         |
| 4.    | Romênia         |
| 5.    | França          |
| 6.    | Hungria         |
| 7.    | Países Baixos   |

## Ligações Externas
- CEV Resultados